# 银木荷
银木荷（学名：Schima argentea）为山茶科木荷属下的一个种。

## 扩展阅读
- 图片 （页面存档备份，存于）